# Chile Open 2025
Il Chile Open 2025, noto come Movistar Chile Open 2025 per ragioni di sponsorizzazione sarà un torneo di tennis giocato sulla terra rossa. È stata la 27ª edizione del Chile Open, facente parte della categoria ATP Tour 250 nell'ambito dell'ATP Tour 2025. Si è giocato al Club de Tenis UC San Carlos de Apoquindo di Santiago, in Cile, dal 24 febbraio al 2 marzo 2025.

## Partecipanti al singolare

### Teste di serie
| Nazionalità | Giocatore               | Ranking* | Testa di serie |
| ----------- | ----------------------- | -------- | -------------- |
| Argentina   | Francisco Cerúndolo     | 26       | 1              |
| Cile        | Alejandro Tabilo        | 28       | 2              |
| Argentina   | Sebastián Báez          | 31       | 3              |
| Spagna      | Pedro Martínez          | 37       | 4              |
| Argentina   | Tomás Martín Etcheverry | 43       | 5              |
| Argentina   | Mariano Navone          | 46       | 6              |
| Cile        | Nicolás Jarry           | 47       | 7              |
| Italia      | Luciano Darderi         | 61       | 8              |

* Ranking al 17 febbraio 2025.

#### Altri partecipanti
I seguenti giocatori hanno ricevuto una wildcard per il tabellone principale:
- Marcelo Tomás Barrios Vera
- Ignacio Buse
- Cristian Garín

I seguenti giocatori sono entrati nel tabellone principale passando dalle qualificazioni:

- Juan Manuel Cerúndolo
- Felipe Meligeni Alves
- Gustavo Heide
- Juan Pablo Ficovich

### Ritiri
Prima del torneo
- Fabio Fognini → sostituito da  Camilo Ugo Carabelli
- Jaume Munar → sostituito da  Federico Coria
- Francesco Passaro → sostituito da  Yannick Hanfmann

## Partecipanti al doppio

### Teste di serie
| Nazione    | Giocatore        | Nazione     | Giocatore         | Ranking* | Testa di serie |
| ---------- | ---------------- | ----------- | ----------------- | -------- | -------------- |
| Argentina  | Máximo González  | Argentina   | Andrés Molteni    | 60       | 1              |
| Brasile    | Rafael Matos     | Brasile     | Marcelo Melo      | 71       | 2              |
| Argentina  | Guido Andreozzi  | Francia     | Théo Arribagé     | 110      | 3              |
| Portogallo | Francisco Cabral | Paesi Bassi | Jean-Julien Rojer | 120      | 4              |

* Ranking al 17 febbraio 2025.

### Altri partecipanti
Le seguenti coppie di giocatori hanno ricevuto una wildcard per il tabellone principale:
- Tomás Barrios Vera /  Ignacio Buse
- Fernando Romboli /  Matías Soto

### Ritiri
Prima del torneo
- Robert Cash /  JJ Tracy → sostituiti da  Marcelo Demoliner /  Marcelo Zormann
- Pedro Martínez /  Jaume Munar → sostituiti da  Íñigo Cervantes /  Pedro Martínez
- Francesco Passaro /  Aleksandr Ševčenko → sostituiti da  Jaime Faria /  Aleksandr Ševčenko

## Punti
| Evento    | V   | F   | SF  | QF | 2T   | 1T | Q    | Q2   | Q1   |
| Singolare | 250 | 165 | 100 | 50 | 25   | 0  | 13   | 7    | 0    |
| Doppio    | 250 | 150 | 90  | 45 | N.D. | 0  | N.D. | N.D. | N.D. |

## Montepremi
| Evento    | V        | F       | SF      | QF      | 2T      | 1T     | Q2     | Q1     |
| Singolare | 103455 $ | 60350 $ | 35480 $ | 20555 $ | 11935 $ | 7295 $ | 3650 $ | 1990 $ |
| Doppio*   | 35980 $  | 19330 $ | 11310 $ | 6270 $  | N.D.    | 3700 $ | N.D.   | N.D.   |

*per team

## Campioni

### Singolare
Laslo Đere ha sconfitto in finale  Sebastián Báez con il punteggio di 6–4, 3–6, 7–5.
- È il terzo titolo in carriera per Đere, il primo in stagione.

### Doppio
Nicolás Barrientos /  Rithvik Choudary Bollipalli hanno sconfitto in finale  Máximo González /  Andrés Molteni con il punteggio di 6–3, 6–2.